# Frottola
Een frottola is een seculiere, overwegend vocale muziekvorm. Zij is een Italiaanse aristocratische muziek die populair was aan de Noord-Italiaanse vorstenhoven van Mantua, Ferrara en Urbino. Het genre werd gecomponeerd van ongeveer 1470 tot 1530 en gezongen door zowel vrouwen als mannen.

## Kenmerken en evolutie

### Kenmerken
Er zijn een aantal betekenissen aan het Italiaanse woord frottola, een van daarvan is de lyrische: 'een muzikaal vruchtje van de geest', een grapje.
Het lied is homofoon en de maat is  34 of  44. Het wordt solo, met begeleiding van instrumenten of meerstemmig uitgevoerd. Van Marchetto Cara is bekend dat hij zong en zichzelf begeleidde op de luit, maar ook dat hij speelde met de luit- en vedelspeler Roberto d'Avanzini.
Het gedicht is in rijmvorm en bestaat uit verschillende strofen van zes versregels, telkens gevolgd door een refrein. Het zijn onderhoudende, eenvoudige gedichtjes, vol met ironische plooitjes.
De populariteit wordt bevestigd door de publicatie van 651 frottola's in 11 bundels, frottole I tot XI, door de Venetiaanse uitgever/drukker Ottaviano Petrucci van 1504 tot 1514.
De meerstemmige publicaties zijn stemboekjes, één voor elke CATB stem, en koorboekjes met 2 stemmen op de linker bladzijde en 2 stemmen op de rechter bladzijde.
De onderhoudende frottola ontwikkelde zich tot het madrigaal, zou voortbestaan in haar Napolitaanse zuster de villanella, en inspireerde de Spaanse villancico.

### Ontstaan van de frottola
Tijdens de 15e eeuw was het volkslied 'Villota' zeer populair. Het was een vierstemmig lied dat makkelijk dansbaar en zeer populair was tijdens het carnaval.
In Florence participeerden de machtige gilden actief mee aan het carnaval en de mecenas, dichter Lorenzo I de Medici, de Magnifieke was ook enthousiast. Hij dichtte o.a. Un di lieto giamai dat door de  Franco-Vlaamse Polyfonist Isaac Heinrich gedurende zijn aanstelling aan het hof van Lorenzo (1485-1495) als frotolla werd gecomponeerd.
Het aristocratische lied frottola werd zeer populair aan de Italiaanse hertogelijke hoven en zelfs de grote Franco-Vlaamse polyfonist Josquin des Prez, indertijd werkzaam aan het pauselijk hof, componeerde frottola’s, o.a. El Grillo.

### Frottola aan het hof van Mantua en Ferrara
Na de dood van Lorenzo I ontwikkelde de frottola, onder invloed van de muziek- en poëzieminnende Isabella en haar broer Alfonso zich verder. Isabella d'Este was hertogin aan het hof van Mantua, destijds het meest beschaafde hof van Europa, en Alfonso I d'Este was hertog van Ferrara. Aan het hof van Isabella was de vrouw van Marchetto Cara, Giovanna Moreschi als zangeres in dienst. De hertogin was een belangrijke mecenas, die ook kunstenaars als Michelangelo en Leonardo da Vinci financieel ondersteunde.
De componisten Bartolomeo Tromboncino en Marchetto Cara, beiden werkzaam in Mantua, en Michele Pesenti werkzaam in Ferrara tilden de muzikale kwaliteit van de frottola op. Onder impuls van Isabella verhoogde het literaire peil zich door de introductie van de gedichten van Francisco Petrarca (1304-1374). Uit deze 'poëtische frottola' ontstond in 1530 het madrigaal, dat 'het' profane liedgenre is van de hoogrenaissance.
Het middelpunt van het oorspronkelijk, volkse frottola verplaatste zich naar Napels, waar het muziekgenre villanella grote populariteit genoot.

## Componisten van frottola's

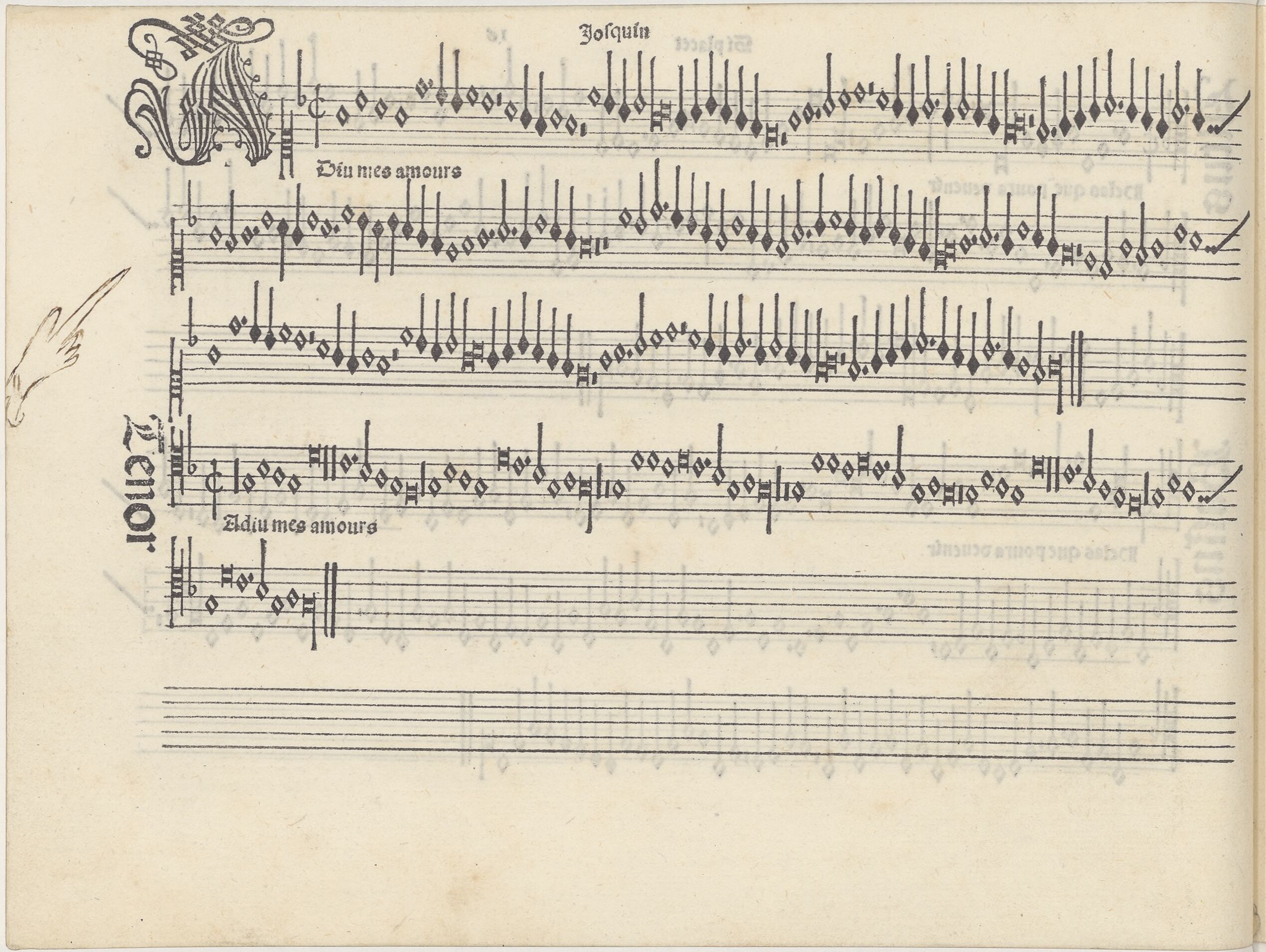
Tenor stemboekje van Josquin des Prez uit de Harmonice Musices Odhecaton (1501)

In alfabetische volgorde kennen we volgende namen:
- Francesco d'Ana
- Pietrequin Bonnel
- Giovanni Brocco
- Antonio Capriola
- Marchetto Cara
- Loyset Compère
- Josquin des Prez
- Giacomo Fogliano
- Lodovico Fogliano
- Johannes Ghiselin
- Johannes Japart
- Erasmus Lapicida
- Filippo de Lurano
- Rossino Mantovano
- Bartolomeo degli Organi
- Ebreo de Pesaro
- Michele Pesenti
- Bartolomeo Tromboncino
- Michele Vicentino

Van de componisten is dikwijls alleen hun naam bekend. Ze staan vermeld in de gedrukte muziekpartituren bij de uitgever, drukker Ottaviano Petrucci en anderen.

## Originele gedrukte uitgaven

### Ottaviano Petrucci
- Frottole I (1504)
- Frottole II (1505)
- Frottole III (1505)
- Frottole IV (1505)
- Frottole V (1505)
- Frottole VI (1506)
- Frottole VII (1507)
- Frottole VIII (1507)
- Frottole IX (1509)
- Frottole X (1512, Fossombrone, lost)
- Frottole XI (1514, Fossombrone)

- Free Choral Music op ChoralWiki
- Free Choral Music op ChoralWiki
- Free Choral Music op ChoralWiki
- Free Choral Music op ChoralWiki
- Free Choral Music op ChoralWiki
- Free Choral Music op ChoralWiki

## Facsimile van bundels
- Frottole Libro Nono (Verzamelbundel) (1508)

- Österreichische Nationalbibliothek